# سرای‌ده
سرای‌ده یا سرای یکی از روستاهای استان آذربایجان شرقی است که در جزیره اسلامی بخش ایلخچی شهرستان اسکو واقع شده است. این روستا ۲۲۳۶ نفر جمعیت دارد.